# Aérodrome de Placencia
Pour les articles homonymes, voir PLJ.
L'aérodrome de Placencia (code IATA : PLJ) est un aéroport qui dessert Placencia, Belize .

## Situation
| Belize City (International) Belize City (National) Belmopan‎ Big Creek Caye Caulker Caye Chapel Corozal Dangriga Independence/Savannah Orange Walk‎ Town Placencia‎ Punta Gorda San Ignacio‎ San Pedro‎ Sarteneja Silver Creek |